# Karakterisztikus függvény (valószínűségszámítás)
A karakterisztikus függvény a valószínűségszámításban egy speciális, komplex értékű függvény, ami véges mértékekhez vagy szűkebb értelemben valószínűségi mértékekhez, illetve eloszlásokhoz rendelhető hozzá. A hozzárendelés bijektív, a karakterisztikus függvény meghatározza az eloszlást.
Jelentőségét az adja, hogy a valószínűségeloszlások egyes tulajdonságait könnyebb megismerni a karakterisztikus függvényből, mint az eloszlásból vagy más függvényekből. Így a valószínűségi mértékek konvolúciójára a karakterisztikus függvények szorzatából lehet következtetni.

## Definíció
Legyen {\displaystyle \mu } véges mérték {\displaystyle (\mathbb {R} ,{\mathcal {B}}(\mathbb {R} ))}-en. Ekkor {\displaystyle \mu } karakterisztikus függvénye egy 
{\displaystyle \varphi _{\mu }\colon \mathbb {R} \to \mathbb {C} }
komplex értékű függvény:
{\displaystyle \varphi _{\mu }(t):=\int _{\mathbb {R} }\exp(\mathrm {i} tx)\mathrm {d} \mu (x)}
Ha {\displaystyle \mu =P}, akkor ugyanez a definíció érvényes. Ha  {\displaystyle X} valószínűségi változó, és eloszlása {\displaystyle P_{X}}, akkor karakterisztikus függvénye
{\displaystyle \varphi _{X}(t)=\operatorname {E} (\exp(\mathrm {i} tX))}.
Speciális esetek:
- Ha {\displaystyle P_{X}}-nek van sűrűségfüggvénye a Riemann-integrál szerint és sűrűségfüggvénye {\displaystyle f_{X}(x)}, akkor

{\displaystyle \varphi _{X}(t)=\int _{-\infty }^{\infty }f_{X}(x)\exp(\mathrm {i} tx)\,\mathrm {d} x}.
- Ha {\displaystyle P_{X}}-nek van valószínűségi függvénye, és valószínűségi függvénye {\displaystyle p_{X}}, akkor

{\displaystyle \varphi _{X}(t)=\sum _{k=1}^{\infty }\exp(\mathrm {i} tx_{k})p_{X}(x_{k})}.

## Elemi példák
Ha {\displaystyle X} Poisson-eloszlású, akkor {\displaystyle P_{X}} valószínűségi függvénye 
{\displaystyle p_{\lambda }(k)={\frac {\lambda ^{k}}{k!}}\,\mathrm {e} ^{-\lambda }\quad {\text{ha}}\quad k\in \mathbb {N} }.
A valószínűségi függvényt használó kifejezéssel
{\displaystyle \varphi _{X}(t)=\sum _{k=0}^{\infty }\exp(\mathrm {i} tk){\frac {\lambda ^{k}}{k!}}\,\mathrm {e} ^{-\lambda }=\mathrm {e} ^{-\lambda }\sum _{k=0}^{\infty }{\frac {\left(\lambda e^{it}\right)^{k}}{k!}}=\mathrm {e} ^{\lambda (e^{it}-1)}}
Ha {\displaystyle Y} {\displaystyle \lambda } paraméterű exponenciális eloszlású valószínűségi változó, {\displaystyle P_{Y}} valószínűségi függvénye
{\displaystyle f_{\lambda }(x)={\begin{cases}\displaystyle \lambda \mathrm {e} ^{-\lambda x}&x\geq 0\\0&x<0\end{cases}}}
Ezzel
{\displaystyle \varphi _{Y}(t)=\int _{0}^{\infty }e^{\mathrm {i} tx}\lambda \mathrm {e} ^{-\lambda x}\mathrm {d} x=\lambda \int _{0}^{\infty }e^{x(\mathrm {i} t-\lambda )}\mathrm {d} x={\frac {\lambda }{\lambda -\mathrm {i} t}}}
További példák majd táblázatban lesznek megadva.

## Tulajdonságai

Egy (–1,1) szakaszon folytonos egyenletes eloszlású valószínűségi változó karakterisztikus függvénye a sinc függvény. Mivel ez az eloszlás szimmetrikus, azért karakterisztikus függvénye valós értékű. Nem szimmetrikus eloszlások esetén nem ez a helyzet.

### Létezés
Minden véges mértéknek, így minden valószínűségi mértéknek és eloszlásnak van karakterisztikus függvénye. Az integrál mindig konvergens, mivel
{\displaystyle \left|e^{\mathrm {i} tx}\right|=1}.

### Korlátosság
A karakterisztikus függvény mindig korlátos, teljesül, hogy
{\displaystyle \left|\varphi _{X}(t)\right|\leq \varphi _{X}(0)=1}.

### Szimmetria
A {\displaystyle \varphi _{X}} karakterisztikus függvény pontosan akkor valós, ha {\displaystyle X} eloszlása szimmetrikus, különben hermitikus, azaz
{\displaystyle \varphi _{X}(-t)={\overline {\varphi _{X}(t)}}}.

### Folytonosság
A karakterisztikus függvények egyenletesen folytonosak.

### Jellemzése
Érdekes kérdés, hogy mely függvények lehetnek karakterisztikus függvények. Pólya tétele elégséges kritériumokat ad: Legyen az {\displaystyle f\colon \mathbb {R} \to \mathbb {C} } függvény olyan, hogy:
- {\displaystyle f\colon \mathbb {R} \to [0,1]}
- konvex az {\displaystyle [0,\infty )}  félegyenesen, továbbá
- folytonos páros függvény,
- {\displaystyle f(0)=1}

Ekkor van valószínűségi mérték, aminek {\displaystyle f} karakterisztikus függvénye.
Szükséges és elégséges kritériumot Bochner tétele ad: Egy folytonos :{\displaystyle f\colon \mathbb {R} \to \mathbb {C} } függvény akkor és csak akkor karakterisztikus függvény, ha {\displaystyle f} pozitív szemidefinit és {\displaystyle f(0)=1}.

## Kapcsolatok más függvényekkel

### Lineáris transzformáció
{\displaystyle \varphi _{aX+b}(t)=e^{\mathrm {i} tb}\varphi _{X}(at)}   minden valós {\displaystyle a,b\in \mathbb {R} \,.} számra.

### Sűrűségfüggvény
Ha {\displaystyle \varphi _{X}} integrálható, akkor {\displaystyle X} sűrűségfüggvénye rekonstruálható, mint
{\displaystyle f_{X}(x)={\frac {1}{2\pi }}\int \limits _{-\infty }^{\infty }e^{-\mathrm {i} tx}\varphi _{X}(t)\,\mathrm {d} t\,.}

### Momentumok
{\displaystyle \operatorname {E} (X^{k})={\frac {\varphi _{X}^{(k)}(0)}{\mathrm {i} ^{k}}}}   minden {\displaystyle k\in \mathbb {N} } természetes számra, ha {\displaystyle \operatorname {E} (|X|^{k})<\infty }.
Speciálisan 
{\displaystyle \operatorname {E} (X)={\frac {\varphi _{X}'(0)}{\mathrm {i} }}\,,}
{\displaystyle \operatorname {E} (X^{2})=-\varphi _{X}''(0)\,.}
Ha egy {\displaystyle n\in \mathbb {N} } esetén az {\displaystyle \operatorname {E} (|X|^{n})} várható érték véges, akkor {\displaystyle \varphi _{X}} {\displaystyle n}-szer folytonosan differenciálható, és {\displaystyle 0} körül Taylor-sorba fehthető:
{\displaystyle \varphi _{X}(t)=\sum \limits _{k=0}^{n}{\frac {\varphi _{X}^{(k)}(0)}{k!}}t^{k}+R_{n+1}(t)=\sum \limits _{k=0}^{n}{\frac {(\mathrm {i} t)^{k}}{k!}}\operatorname {E} (X^{k})+R_{n+1}(t)\,.}
Speciálisan, ha {\displaystyle \operatorname {E} (X)=0} és {\displaystyle \operatorname {Var} (X)=1}:
{\displaystyle \varphi _{X}(t)=1-{\frac {1}{2}}t^{2}+R_{3}(t)\quad {\text{ahol}}\quad \lim \limits _{t\rightarrow 0}{\frac {R_{3}(t)}{t^{2}}}=0\,.}

### Sűrűségfüggvények konvolúciója
Ha {\displaystyle X_{1}} és {\displaystyle X_{2}} független valószínűségi változók, akkor {\displaystyle Y=X_{1}+X_{2}} karakterisztikus függvénye
{\displaystyle \varphi _{Y}(t)=\varphi _{X_{1}}(t)\,\varphi _{X_{2}}(t)\,,}
mivel a függetlenség miatt
{\displaystyle \varphi _{Y}(t)=\operatorname {E} \left(e^{\mathrm {i} t(X_{1}+X_{2})}\right)=\operatorname {E} \left(e^{\mathrm {i} tX_{1}}e^{\mathrm {i} tX_{2}}\right)=\operatorname {E} \left(e^{\mathrm {i} tX_{1}}\right)\operatorname {E} \left(e^{\mathrm {i} tX_{2}}\right)=\varphi _{X_{1}}(t)\,\varphi _{X_{2}}(t)\,.}

### Ugyanolyan eloszlású, független valószínűségi változók
Legyenek {\displaystyle (X_{i})_{i\in \mathbb {N} }} független valószínűségi változók ugyanabból az eloszlásból, és {\displaystyle N} szintén valószínűségi változó, aminek értékei {\displaystyle \mathbb {N} _{0}}-ból kerülnek ki, és minden  {\displaystyle X_{i}}-től független, ekkor 
{\displaystyle S:=\sum _{i=1}^{N}X_{i}}
az {\displaystyle N} {\displaystyle m_{N}(t)} valószínűséggeneráló függvényéből és {\displaystyle X_{1}} karakterisztikus függvényéből számítható:
{\displaystyle \varphi _{S}(t)=m_{N}(\varphi _{X_{1}}(t))}.

## Egyértelműség
Ha {\displaystyle X}, {\displaystyle Y} valószínűségi változók, és  {\displaystyle \varphi _{X}(t)=\varphi _{Y}(t)} minden {\displaystyle t\in \mathbb {R} }-re, akkor {\displaystyle X{\overset {d}{=}}Y}, azaz {\displaystyle X} és {\displaystyle Y} ugyanolyan eloszlású. Ezzel egyes eloszlások konvolúciója könnyebben meghatározható.
Ebből lehet következtetni Lévy folytonossági tételére: Az {\displaystyle (X_{n})_{n\in \mathbb {N} }} valószínűségi változók sorozata pontosan akkor konvergens eloszlásban, ha {\displaystyle \lim \limits _{n\rightarrow \infty }\varphi _{X_{n}}(t)=\varphi _{X}(t)} minden  {\displaystyle t\in \mathbb {R} } esetén. Ezt a centrális határeloszlás tételéhez lehet felhasználni. 

## Példák
| Eloszlás                                                                       | {\displaystyle \varphi _{X}(t)} karakterisztikus függvény                                           |
| ------------------------------------------------------------------------------ | --------------------------------------------------------------------------------------------------- |
| Diszkrét eloszlások                                                            | |
| Binomiális eloszlás {\displaystyle X\sim \operatorname {Bin} (n,p)}            | {\displaystyle \varphi _{X}(t)=\left(pe^{\mathrm {i} t}+1-p\right)^{n}}                             |
| Poisson-eloszlás {\displaystyle X\sim \operatorname {Poi} (\lambda )}          | {\displaystyle \varphi _{X}(t)=e^{\lambda \left(e^{\mathrm {i} t}-1\right)}}                        |
| Negatív binomiális eloszlás {\displaystyle X\sim \operatorname {NegBin} (r,p)} | {\displaystyle \varphi _{X}(t)=\left({\frac {1-pe^{\mathrm {i} t}}{1-p}}\right)^{-r}}               |
| Abszolút folytonos eloszlások                                                  | |
| {\displaystyle X\sim N(0,1)} Standard normális eloszlás                        | {\displaystyle \varphi _{X}(t)=e^{-{\frac {t^{2}}{2}}}}                                             |
| {\displaystyle X\sim N(\mu ,\sigma ^{2})} Normális eloszlás                    | {\displaystyle \varphi _{X}(t)=e^{\mathrm {i} t\mu }e^{-{\frac {\sigma ^{2}t^{2}}{2}}}}             |
| {\displaystyle X\sim U(a,b)} Folytonos egyenletes eloszlás                     | {\displaystyle \varphi _{X}(t)={\frac {e^{\mathrm {i} bt}-e^{\mathrm {i} at}}{\mathrm {i} (b-a)t}}} |
| {\displaystyle X\sim \;C(0,1)} Standard Cauchy-eloszlás                        | {\displaystyle \varphi _{X}(t)=e^{-\|t\|}}                                                          |
| {\displaystyle X\sim \;G(p,b)} Gamma-eloszlás                                  | {\displaystyle \varphi _{X}(t)=\left({\frac {b}{b-\mathrm {i} t}}\right)^{p}}                       |

## Általánosabb definíciók

### Valószínűségi vektorváltozók
Valószínűségi vektorváltozókra is definiálható a karakterisztikus függvény. Legyen {\displaystyle \mathbf {X} =(X_{1},\dotsc ,X_{\ell })} {\displaystyle \ell } dimenziós valószínűségi vektorváltozó. Ekkor 
{\displaystyle \varphi _{\mathbf {X} }(t)=\varphi _{\mathbf {X} }(t_{1},\dots ,t_{l})=\operatorname {E} (e^{i\langle t,\mathbf {X} \rangle })=\operatorname {E} \left(\prod _{j=1}^{\ell }e^{it_{j}X_{j}}\right)}
az {\displaystyle \mathbf {X} =(X_{1},\dotsc ,X_{\ell })} karakterisztikus függvénye, ahol 
{\displaystyle \langle t,\mathbf {X} \rangle =\sum \limits _{j=1}^{\ell }t_{j}X_{j}} a skaláris szorzás.

### Tetszőleges mértékek
Tetszőleges mértékek esetén kompakt tartójú, korlátos, mérhető, valós értékű függvényekre értelmezhető a karakterisztikus függvény, mint 
{\displaystyle \varphi _{X}(f)=\operatorname {E} \left(\exp \left(i\int f\mathrm {d} X\right)\right)}
ahol {\displaystyle X} a mérték. A mérték egyértelmű, az összes ilyen függvény karakterisztikus függvénye meghatározza.

## Kapcsolat más generátorfüggvényekkel
A valószínűségszámítás további fontos generátorfüggvényei a valószínűséggeneráló függvény és a momentumgeneráló függvény.
Egy {\displaystyle \mathbb {N} _{0}} értékű {\displaystyle X} valószínűségi változó karakterisztikus függvénye {\displaystyle m_{X}(t)=\operatorname {E} (t^{X})}. Emiatt {\displaystyle m_{X}(e^{it})=\varphi _{X}(t)}.
Egy valószínűségi  változó momentumgeneráló függvénye {\displaystyle M_{X}(t):=\operatorname {E} (e^{tX})}. Eszerint, ha létezik a momentumgeneráló függvény, akkor {\displaystyle M_{iX}(t)=M_{X}(it)=\varphi _{X}(t)}. A karakterisztikus függvénnyel szemben ez nem mindig teljesül.
A kumulánsgeneráló függvény a momentumgeneráló függvény logaritmusa. Belőle származtatják a kumulánsokat.

## Fordítás
Ez a szócikk részben vagy egészben  a   Charakteristische Funktion (Stochastik) című német Wikipédia-szócikk fordításán alapul.  Az eredeti cikk szerkesztőit annak laptörténete sorolja fel. Ez a jelzés csupán a megfogalmazás eredetét és a szerzői jogokat jelzi, nem szolgál a cikkben szereplő információk forrásmegjelöléseként.